# Ferroceen
Ferroceen of bis(η5-cyclopentadiënyl)ijzer(II) was het eerst bekende metalloceen. Ferroceen is een organometaalverbinding, meer specifiek een organoijzerverbinding, waarbij het ijzeratoom is gecoördineerd tussen twee cyclopentadiënyl-liganden. De stof komt voor als een oranje kristallijn poeder met kamfergeur. Ferroceen is slecht oplosbaar in water.

## Geschiedenis
Ferroceen werd bij toeval ontdekt in 1951 door T.J. Kealy en P.L. Pauson, die ijzer(II)chloride lieten reageren met cyclopentadiënylmagnesiumbromide om fulvaleen te synthetiseren.
Onafhankelijk van dit werk, maakte de onderzoeksgroep van Miller ferroceen door ijzerpoeder onder hoge temperatuur te laten reageren met cyclopentadieen.

## Synthese
Ferroceen kan bereid worden door cyclopentadieen in aanwezigheid van sterke base te laten reageren met een ijzerzout, zoals ijzer(II)chloride:
{\displaystyle {\ce {2C5H6 + FeCl2 . 4H2O + 2KOH -> Fe(C5H5)2 + 2KCl + 6H2O}}}

## Structuur
De directe structuur van de nieuwe verbinding werd niet meteen begrepen, maar al snel werden de eerste, correcte structuurvoorstellen gedaan. Emil Fischer stelde voor op basis van röntgendiffractie, het chemische gedrag en het feit dat de verbinding diamagnetisch is, een structuur voor in de vorm van een dubbele kegel. Geoffrey Wilkinson en Robert Burns Woodward kwamen tot dezelfde conclusie aan de hand van infraroodspectroscopie, het diamagnetisme en de afwezigheid van een dipoolmoment (hetgeen erop wees dat het molecuul symmetrisch moest zijn). Zij duidden de structuur aan als sandwichverbinding en noemden het ferroceen, om het aromatische karakter van de verbinding aan te geven. Deze aanduiding werd later overgenomen voor andere verbindingen en deze klasse van verbindingen wordt nu als metallocenen aangeduid. Later werd de kristalstructuur verder verfijnd door onder andere Jack Dunitz.
De structuur van ferroceen kan verklaard worden door de 18-elektronenregel toe te passen. Formeel gezien bestaat ferroceen uit een ijzer(II)-kation met zes d-elektronen en twee (anionische) cyclopentadiënyl-liganden met elk eveneens 6 elektronen. Het totaal aantal valentie-elektronen komt daardoor op 18, waardoor het complex elektronisch gezien lijkt op krypton en waardoor het stabiel is. Een andere benadering die tot dezelfde 18-elektronconfiguratie voert, is door het ijzer als neutraal te beschouwen met 8 elektronen en de cyclopentadieenliganden met elk 5 elektronen in het pi-systeem als radicaal aan te nemen.

## Eigenschappen
Ferroceen is in apolaire organische oplosmiddelen zoals tetrahydrofuraan, tolueen en n-hexaan goed oplosbaar. Het is onoplosbaar in water. De stof is thermisch en chemisch stabiel en wordt gebruikt als uitgangsstof voor de synthese van vele derivaten.
In de vaste toestand is de structuur van ferroceen temperatuurafhankelijk. Bij kamertemperatuur zijn de kristallen monoklien, bij een temperatuur lager dan −164 °C triklien en bij een temperatuur lager dan −110 °C orthorombisch. De twee cyclopentadiënylringen bevinden zich in het kristal veelal in een geëclipseerde conformatie. In het monokliene kristal is de superpositie van de twee ringen exact geëclipseerd (met een D5-symmetrie), in het trikliene kristal heeft het een kleine afwijking van 9°. Dit in tegenstelling tot bijvoorbeeld nikkeloceen of kobaltoceen.
De afstand tussen beide cyclopentadiënylliganden bedraagt 332 pm, wat overeenkomt met de vanderwaalsafstand van twee aromatische pi-systemen. In de gasfase en in oplossing nemen de twee cyclopentadiënylringen eveneens een geëclipseerde conformatie aan, hoewel de rotatiebarrière erg laag is en de ringen in feite vrij kunnen roteren ten opzichte van elkaar.

## Reactiviteit
De chemie van ferroceen is zeer divers door de stabiliteit van de verbinding. Voorbeelden van reactie aan ferroceen zijn bijvoorbeeld Friedel-Crafts-acylering en de bis-lithiëring met n-butyllithium en TMEDA.

## Toepassingen
Ferroceen is uitgangsstof voor vele derivaten, die onder andere toepassing vinden als ligand in de asymmetrische synthese. Het wordt ook gebruikt als antiklopmiddel in brandstoffen.
In de cyclovoltammetrie wordt ferroceen wegens zijn reversibele oxidatie tot het ferrocenium-ion vaak als referentie gebruikt in niet-waterige oplossingen.
Een andere toepassing is de één-staps-synthese van nanobuisjes uit ferroceen. Ferroceen wordt hiervoor in een autoclaaf gedurende 20 uur verhit bij een temperatuur van 700 °C.